# Coupe de France de hockey sur glace 2002-2003
Navigation
Coupe de France 2002 Coupe de France 2004
La Coupe de France de hockey sur glace 2002-03 a eu lieu entre le 9 novembre 2002 et le 18 mars 2003. La finale s'est jouée à Annecy et a opposé les Ours de Villard-de-Lans aux Orques d'Anglet. Les Orques se sont inclinés après les tirs de fusillade alors que le score en était resté à 2 buts partout au terme des prolongations.

## Déroulement de la compétition

### Premier tour
Les matchs ont lieu les 9, 10 et 11 novembre.
- Corsaires de Dunkerque 2-3 Dauphins d'Épinal
- Sangliers Arvernes de Clermont 5-8 Aigles de Nice
- Diables Noirs de Tours 6-4 Albatros de Brest
- Castors d'Asnières 3-4 Jokers de Cergy (après prolongation)
- Séquanes de Besançon 2-3 Étoile noire de Strasbourg (après prolongation)
- Avalanche Mont-Blanc 5-4 Rapaces de Gap
- Taureaux de Feu de Limoges 0-5 Chamois de Chamonix
- Chevaliers du Lac d'Annecy 2-14 Diables Rouges de Briançon

### Huitièmes de finale
Les matchs ont eu lieu les 4, 14, 18 et 30 décembre.
- Chamois de Chamonix 6-5 Scorpions de Mulhouse
- Dauphins d'Épinal 7-4 Ducs de Dijon
- Dragons de Rouen 4-1 Diables Noirs de Tours
- Ducs d'Angers 5-1 Jokers de Cergy
- Ours de Villard-de-Lans 4-2 Diables Rouges de Briançon
- Brûleurs de Loups de Grenoble 6-4 Avalanche Mont-Blanc
- Étoile noire de Strasbourg 2-3 Gothiques d'Amiens (après prolongation)
- Aigles de Nice 0-6 Orques d'Anglet

### Quarts de finale
Les matchs ont eu lieu le 18 février.
- Gothiques d'Amiens 6-3 Dragons de Rouen
- Dauphins d'Épinal 0-4 Ducs d'Angers
- Orques d'Anglet 6-3 Brûleurs de Loups de Grenoble
- Chamois de Chamonix 3-4 Ours de Villard-de-Lans (après prolongation)

### Demi-finales
Les matchs ont eu lieu le 26 février et le 11 mars.
- Ducs d'Angers 3-4 Orques d'Anglet (après prolongation)
- Gothiques d'Amiens 0-2 Ours de Villard-de-Lans

### Finale
La finale de cette édition a lieu le 18 mars 2003 à Annecy. Les Ours de Villard-de-Lans ont battu les Orques d'Anglet au terme de la séance de fussillade. Le détail des buts est donné ci-dessous.
| Score | Équipe  | But     | Assistance          |
| ----- | ------- | ------- | ------------------- |
| 1-0   | Anglet  | Dostal  | Courally et Larrieu |
| 1-1   | Villard | Metro   | Karhula et Bourgey  |
| 1-2   | Villard | Karhula | Hitze               |
| 2-2   | Anglet  | Dostal  | Patard              |